# Інститут туризму Федерації профспілок України
Інститут туризму Федерації профспілок України — вищий навчальний заклад ІІІ рівня акредитації. Підпорядкований Федерації профспілок України. Інститут забезпечує ступеневу систему безперервної та послідовної туристичної освіти.
Інститут розташований в Києві по вулиці Вишгородській, 12

## Історія
- 1972 — в Києві засновані Республіканські туристичні курси
- 1982 — на базі Республіканських туристичних курсів створено Українську філію Всесоюзного Інституту підвищення кваліфікації працівників туристично-екскурсійних організацій (УФ ІПК ПТЕО)
- 1988 — УФ ІПК ПТЕО реорганізовано в Українській навчально-методичний центр (УНМЦ)
- 1992 — УНМЦ набув статусу Українського інституту туризму, підпорядкованого Федерації профспілок України
- 1994 — Український інститут туризму внесено до Державного реєстру закладів освіти України з наданням ліцензії Міністерства освіти України на право здійснення освітньої діяльності за ІІІ-м рівнем акредитації
- 1996 — Український інститут туризму перейменовано в Інститут туризму Федерації професійних спілок України

## Система туристичної освіти і спеціальності
Послідовними елементами системи туристичної освіти, реалізованої в інституті є:
1. профорієнтація;
2. профорієнтаційна робота та початкова туристично-екскурсійна підготовка на базі Ліцею туризму;
3. професіоналізація;
4. здобуття вищої освіти;
5. післядипломна освіта;
6. курсова підготовка й підвищення кваліфікації керівного складу та спеціалістів туристичної сфери України.

Інститут надає вищу освіти за спеціальністю 7.03060101 «Менеджмент організацій і адміністрування», спеціалізація «Менеджмент туристичної індустрії») на рівні кваліфікаційних вимог до бакалавра та спеціаліста.

## Факультети і кафедри
В інституті є факультети:
- туристичного менеджменту;
- перепідготовки та підвищення кваліфікації туристично-екскурсійних кадрів.

В інституті діють кафедри:
- гуманітарних дисциплін;
- іноземних мов;
- вищої математики та інформатики;
- спеціальних туристичних дисциплін;
- економіки та менеджменту.

## Видавнича діяльність
Інститут видає наукову та навчальну літературу, збірник наукових статей «Туристично-краєзнавчі дослідження» та розробки екскурсій.

## Ключові особи
- Слободян Петро Михайлович — ректор;
- Попович Сергій Іванович — перший проректор; у лютому 2013 — ректор[1]
- Науменко Геннадій Пилипович — проректор з наукової роботи та післядипломної освіти